# Nokia X7
Nokia X7 – smartfon firmy Nokia znany też pod nazwą Nokia Journey. Posiada wyświetlacz AMOLED ze szkła Corning Gorilla

## Czas pracy
| Czas/Sieć | 2G      | 3G      |
| --------- | ------- | ------- |
| Czuwania  | 410 h   | 450 h   |
| Rozmów    | 540 min | 270 min |

## Transmisja danych
- CSD
- GPRS klasa 32
- EDGE klasa 32
- 3G
- HSDPA 10.1 Mbps
- HSUPA 2 Mbps
- HSPA
- WLAN 802.11

## Komunikacja
- Bluetooth 3.0
- USB 2.0 z funkcją ładowania
- GPS
- Wyjście TV

## Odtwarzacz
- Muzyki: MP3, AAC, eAAC, AAC+, WMA, RealAudio 8, RealAudio
- Video: MPEG4, H.263, H.264, WMV, RealVideo 8, RealVideo 9